# Daltonia plicata
Daltonia plicata là một loài rêu trong họ Daltoniaceae. Loài này được P. de la Varde mô tả khoa học đầu tiên năm 1955.